# Nati nel 1984/Agosto
| Questa pagina contiene informazioni ricavate automaticamente dalle voci biografiche con l'ausilio del template Bio e di un bot. L'aggiornamento è periodico e automatico e ricostruisce completamente la pagina. Se manca una persona in questa lista, sei pregato di non aggiungerla, ma accertati piuttosto che la sua voce biografica contenga il template Bio e che i dati anagrafici siano correttamente compilati. Se il template Bio manca, inseriscilo tu stesso o, in alternativa, metti l'avviso {{tmp\|Bio}} che ne segnala la mancanza. Se i dati riportati sono sbagliati, correggi direttamente la voce biografica; le modifiche saranno visibili in questa lista entro pochi giorni. Per chiarimenti vedi il progetto biografie. La lista contiene solo le 429 persone che sono citate nell'enciclopedia e per le quali è stato implementato correttamente il template Bio. Pagina aggiornata al 18 ago 2025. |

- 1º agosto - Mladen Božović, ex calciatore montenegrino
- 1º agosto - Lorenz Daccordo, hockeista su ghiaccio italiano
- 1º agosto - Emre Güngör, ex calciatore turco
- 1º agosto - Mohamad Fityan, musicista e compositore siriano
- 1º agosto - Francesco Gavazzi, ex ciclista su strada italiano
- 1º agosto - Jesús Méndez, ex calciatore argentino
- 1º agosto - Daniele Molmenti, ex canoista italiano
- 1º agosto - Hugo Parisi, tuffatore brasiliano
- 1º agosto - Marvin Phillip, calciatore trinidadiano
- 1º agosto - Gonzalo Rabuñal, ex ciclista su strada spagnolo
- 1º agosto - Linn-Kristin Riegelhuth Koren, ex pallamanista norvegese
- 1º agosto - Souleymane Sacko, calciatore nigerino
- 1º agosto - Bastian Schweinsteiger, ex calciatore tedesco
- 1º agosto - Elina Seppälä, giocatrice di football americano finlandese
- 1º agosto - Valery Ortiz, attrice e modella portoricana
- 1º agosto - Ana Vrljić, ex tennista croata
- 2 agosto - Vera Brosgol, fumettista russa
- 2 agosto - Brandon Browner, giocatore di football americano statunitense
- 2 agosto - Eugenia Costantini, attrice italiana
- 2 agosto - Nilla Fischer, calciatrice svedese
- 2 agosto - Paulo Garcés, calciatore cileno
- 2 agosto - Rafa Huertas, cestista spagnolo
- 2 agosto - Kenneth Kipkemoi, ex maratoneta e mezzofondista keniota
- 2 agosto - Nello Lorenzetti, ex cestista italiano
- 2 agosto - Chiara Mastalli, attrice italiana
- 2 agosto - Joel Mogorosi, ex calciatore botswano
- 2 agosto - Adelheid Morath, mountain biker tedesca
- 2 agosto - Daniel Mustafá, ex calciatore argentino
- 2 agosto - Britt Nicole, cantante statunitense
- 2 agosto - Giampaolo Pazzini, ex calciatore italiano
- 2 agosto - Sophie Polkamp, hockeista su prato olandese
- 2 agosto - Deepflow, rapper sudcoreano
- 2 agosto - Álvaro Sánchez, calciatore costaricano
- 2 agosto - Evina Stamatī, cestista greca
- 2 agosto - Ricardo Teixeira, pilota automobilistico angolano
- 2 agosto - J. D. Vance, politico e scrittore statunitense
- 2 agosto - Curtis Withers, ex cestista statunitense
- 3 agosto - Erika Araki, pallavolista giapponese
- 3 agosto - Nabil Aslam, ex calciatore danese
- 3 agosto - Emily Baldoni, attrice svedese
- 3 agosto - Kishen Bholasing, cantante, musicista e percussionista surinamese († 2020)
- 3 agosto - Kollegah, rapper tedesco
- 3 agosto - Carah Faye Charnow, cantante statunitense
- 3 agosto - Sunil Chhetri, calciatore indiano
- 3 agosto - Whitney Duncan, cantautrice e personaggio televisivo statunitense
- 3 agosto - Mateo Figoli, calciatore uruguaiano
- 3 agosto - Jon Foster, attore statunitense
- 3 agosto - Mile Jedinak, allenatore di calcio e ex calciatore australiano
- 3 agosto - Matt Joyce, giocatore di baseball statunitense
- 3 agosto - Emanuel Kišerlovski, ciclista su strada e ciclocrossista croato
- 3 agosto - Emi Kudeken, ex cestista giapponese
- 3 agosto - Ryan Lochte, nuotatore statunitense
- 3 agosto - Jarvis Moss, giocatore di football americano statunitense
- 3 agosto - Andrea Orlandi, ex calciatore spagnolo
- 3 agosto - Park Kyoung-doo, schermidore sudcoreano
- 3 agosto - Kyle Schmid, attore canadese
- 3 agosto - Gabe Vasquez, politico statunitense
- 3 agosto - Yasu, illustratore giapponese
- 4 agosto - Bryan Caraway, artista marziale misto statunitense
- 4 agosto - Shannon Cole, ex calciatore australiano
- 4 agosto - Mardy Collins, ex cestista statunitense
- 4 agosto - Endurance Idahor, calciatore nigeriano († 2010)
- 4 agosto - Natal'ja Lavrova, ginnasta russa († 2010)
- 4 agosto - Jen Lilley, attrice e cantante statunitense
- 4 agosto - Chiguy Lucau, ex calciatore congolese (Repubblica Democratica del Congo)
- 4 agosto - Simen Østensen, fondista norvegese
- 4 agosto - Alessio Paduano, fotografo italiano
- 4 agosto - Sesto Quatrini, direttore d'orchestra italiano
- 4 agosto - Andrew Wade, produttore discografico e musicista statunitense
- 4 agosto - Caroline Wensink, ex pallavolista olandese
- 5 agosto - Battista Acquaviva, mezzosoprano francese
- 5 agosto - Eurípedes Amoreirinha, ex calciatore portoghese
- 5 agosto - Rashaun Broadus, ex cestista statunitense
- 5 agosto - Helene Fischer, cantante, ballerina e showgirl tedesca
- 5 agosto - Jordan Lotiès, ex calciatore francese
- 5 agosto - Nikola Rosić, pallavolista serbo
- 5 agosto - Makhtar Thioune, calciatore senegalese
- 5 agosto - Pina Turco, attrice italiana
- 6 agosto - Marco Airosa, ex calciatore angolano
- 6 agosto - George Andguladze, basso georgiano
- 6 agosto - Maqsat Baýjanov, ex calciatore kazako
- 6 agosto - Choi Hyeon-ju, arciera sudcoreana
- 6 agosto - Enrique Escalante, pallavolista portoricano
- 6 agosto - Sofia Essaïdi, cantante e attrice marocchina
- 6 agosto - Willie Gibson, calciatore e allenatore di calcio scozzese
- 6 agosto - Jesús Javier Gómez, ex calciatore venezuelano
- 6 agosto - Vedad Ibišević, ex calciatore bosniaco
- 6 agosto - Maja Ognjenović, pallavolista serba
- 6 agosto - Gholamreza Rezaei, calciatore iraniano
- 6 agosto - Eric Roberts, bassista statunitense
- 6 agosto - Andy Wilkinson, ex calciatore inglese
- 6 agosto - Gonzalo Zárate, ex calciatore argentino
- 6 agosto - Alekseý Şakïn, calciatore kazako
- 7 agosto - Pakhshan Azizi, attivista curda
- 7 agosto - Roberto Braga, pallavolista italiano
- 7 agosto - Gary Hamilton, cestista statunitense
- 7 agosto - Takahiro Haruta, giocatore di football americano giapponese
- 7 agosto - Lester Hudson, cestista statunitense
- 7 agosto - Ángel Lafita, ex calciatore spagnolo
- 7 agosto - Admir Ljevaković, allenatore di calcio e ex calciatore bosniaco
- 7 agosto - Michele Merlo, ex ciclista su strada italiano
- 7 agosto - Stratos Perperoglou, ex cestista greco
- 7 agosto - Tyrone Smith, lunghista bermudiano
- 7 agosto - Joseph Trapanese, compositore, arrangiatore e direttore d'orchestra statunitense
- 7 agosto - Davide Tripiedi, politico italiano
- 7 agosto - Tiffany Xu, attrice e modella taiwanese
- 7 agosto - Yuk U-dang, attivista sudcoreano († 2003)
- 8 agosto - Kirk Broadfoot, calciatore scozzese
- 8 agosto - Brenda Gandini, attrice e modella argentina
- 8 agosto - Cvetan Genkov, calciatore bulgaro
- 8 agosto - Will Hatcher, ex cestista statunitense
- 8 agosto - Ngasanya Ilongo, calciatore della Repubblica Democratica del Congo
- 8 agosto - Matej Jurčo, ex ciclista su strada slovacco
- 8 agosto - Gorana Maričić, pallavolista serba
- 8 agosto - Devon McTavish, ex calciatore statunitense
- 8 agosto - Norbert Michelisz, pilota automobilistico ungherese
- 8 agosto - Arrate Orueta, calciatrice spagnola
- 8 agosto - Pedro Queirós, ex calciatore portoghese
- 8 agosto - José Vizcarra, ex calciatore argentino
- 9 agosto - Daisuke Aoki, giocatore di football americano giapponese
- 9 agosto - Takaharu Furukawa, arciere giapponese
- 9 agosto - Paul Gallagher, ex calciatore scozzese
- 9 agosto - Richard Henshall, chitarrista, tastierista e cantante britannico
- 9 agosto - William Jidayi, ex calciatore italiano
- 9 agosto - Abraham Kiplagat, ex mezzofondista keniota
- 9 agosto - Diego Matheuz, direttore d'orchestra e violinista venezuelano
- 9 agosto - Matt Moore, giocatore di football americano statunitense
- 9 agosto - Pierre Perrier, attore francese
- 9 agosto - Alena Procházková, fondista slovacca
- 9 agosto - Orlando Rodríguez, ex calciatore panamense
- 9 agosto - Gaizka Toquero, ex calciatore spagnolo
- 10 agosto - Cyrille Aimée, cantante francese
- 10 agosto - Dontaye Draper, ex cestista statunitense
- 10 agosto - Ryan Eggold, attore statunitense
- 10 agosto - Daúd Gazale, calciatore cileno
- 10 agosto - Osvaldo González, calciatore cileno
- 10 agosto - Mokomichi Hayami, attore giapponese
- 10 agosto - Vincent Kiplagat Mitei, ex maratoneta keniota
- 10 agosto - Anna Theresa Licaros, modella filippina
- 10 agosto - Matt Prater, giocatore di football americano statunitense
- 10 agosto - Hayden Stoeckel, ex nuotatore australiano
- 11 agosto - Mojtaba Abedini, schermidore iraniano
- 11 agosto - Vitalie Bordian, calciatore moldavo
- 11 agosto - Melky Cabrera, giocatore di baseball dominicano
- 11 agosto - Francesca Ciani Passeri, pattinatrice artistica a rotelle italiana
- 11 agosto - Lucas Di Grassi, pilota automobilistico brasiliano
- 11 agosto - Gatis Jahovičs, ex cestista lettone
- 11 agosto - Markis Kido, giocatore di badminton indonesiano († 2021)
- 11 agosto - Svetlana Kormilicyna, schermitrice russa
- 11 agosto - Nicolás Larcamón, allenatore di calcio argentino
- 11 agosto - Isabel Macías, mezzofondista spagnola
- 11 agosto - Rafael Miranda, ex calciatore brasiliano
- 11 agosto - Mohammed Mubarak, calciatore qatariota
- 11 agosto - Ljudmila Postnova, ex pallamanista russa
- 11 agosto - Mohamed Tangara, ex cestista maliano
- 12 agosto - César Fawcett, ex calciatore colombiano
- 12 agosto - Dan Fitzgerald, ex cestista statunitense
- 12 agosto - Martin Goeres, stuntman e attore tedesco
- 12 agosto - Filipe Gonçalves, allenatore di calcio e ex calciatore portoghese
- 12 agosto - Keely Kelleher, ex sciatrice alpina statunitense
- 12 agosto - Roberto Mariani, ex rugbista a 15 e rugbista a 7 italiano
- 12 agosto - Kateřina Novotná, pattinatrice di short track ceca
- 12 agosto - Azzeddine Ourahou, ex calciatore francese
- 12 agosto - Paulo Vinícius, ex calciatore brasiliano
- 12 agosto - Sherone Simpson, velocista giamaicana
- 12 agosto - Delanie Walker, giocatore di football americano statunitense
- 13 agosto - L'Aura, cantautrice italiana
- 13 agosto - Al'ona Bondarenko, ex tennista ucraina
- 13 agosto - Roman Botta, ex hockeista su ghiaccio italiano
- 13 agosto - Sofyane Cherfa, ex calciatore francese
- 13 agosto - Colin Fleming, ex tennista britannico
- 13 agosto - Billy Hamilton, bassista canadese
- 13 agosto - Kim Tae-sul, ex cestista sudcoreano
- 13 agosto - Niko Kranjčar, ex calciatore croato
- 13 agosto - James Morrison, cantautore e chitarrista britannico
- 13 agosto - Heath Pearce, ex calciatore statunitense
- 13 agosto - Daniel Pérez Monti, cestista paraguaiano
- 13 agosto - Anssi Salmela, hockeista su ghiaccio finlandese
- 13 agosto - Sulejman Smajić, ex calciatore bosniaco
- 13 agosto - Karoline Trojer, ex sciatrice alpina italiana
- 13 agosto - Alex Wilkinson, ex calciatore australiano
- 13 agosto - Ante Zurak, calciatore croato
- 13 agosto - Ayça İhtiyaroğlu, pallavolista turca
- 14 agosto - Issam Fayel Al-Sinani, calciatore omanita
- 14 agosto - Eva Birnerová, ex tennista ceca
- 14 agosto - Konstantin Borisov, cosmonauta russo
- 14 agosto - Giorgio Chiellini, dirigente sportivo e ex calciatore italiano
- 14 agosto - Kunzang Choden, tiratrice a segno bhutanese
- 14 agosto - Adam D'Angelo, imprenditore e informatico statunitense
- 14 agosto - Eric Gillette, cantante e polistrumentista statunitense
- 14 agosto - Naoki Ishihara, ex calciatore giapponese
- 14 agosto - Benjamin Lavernhe, attore francese
- 14 agosto - Vytautas Lukša, ex calciatore lituano
- 14 agosto - Christina Lustenberger, ex sciatrice alpina canadese
- 14 agosto - Matti Rajakylä, ex nuotatore finlandese
- 14 agosto - Robin Söderling, allenatore di tennis e ex tennista svedese
- 14 agosto - Seule Soromon, calciatore vanuatuano
- 14 agosto - Matteo Spada, giocatore di football americano italiano
- 14 agosto - Roman Torochov, militare russo († 2023)
- 14 agosto - Joan Toscano, ex calciatore andorrano
- 14 agosto - Carl Valeri, ex calciatore australiano
- 14 agosto - Ivan Žigeranović, cestista serbo
- 15 agosto - Quinton Aaron, attore statunitense
- 15 agosto - Daniel Bellissimo, allenatore di hockey su ghiaccio e ex hockeista su ghiaccio canadese
- 15 agosto - Mbark Boussoufa, ex calciatore marocchino
- 15 agosto - Matías Caruzzo, ex calciatore argentino
- 15 agosto - Jarrod Dyson, giocatore di baseball statunitense
- 15 agosto - Dritan Krasniqi, ex calciatore kosovaro
- 15 agosto - Anthony Lobello, ex pattinatore di short track statunitense
- 15 agosto - Mohamed Hassani Mbalia, ex calciatore comoriano
- 15 agosto - Khalifa Sankaré, ex calciatore senegalese
- 15 agosto - Opal Tometi, scrittrice e attivista statunitense
- 16 agosto - Matteo Anesi, pattinatore di velocità su ghiaccio italiano
- 16 agosto - Delphine Atangana, ex velocista camerunese
- 16 agosto - Candice Dupree, ex cestista statunitense
- 16 agosto - Adrián Lucero, ex calciatore argentino
- 16 agosto - Harutyun Merdinyan, ginnasta armeno
- 16 agosto - Kelly Rulon, pallanuotista statunitense
- 16 agosto - Konstantin Vassiljev, ex calciatore estone
- 16 agosto - Iván Vélez, ex calciatore colombiano
- 16 agosto - Gary Warren, calciatore inglese
- 17 agosto - Nathalie Alibert, schermitrice francese
- 17 agosto - Dee Brown, ex cestista e allenatore di pallacanestro statunitense
- 17 agosto - Oksana Domnina, ex danzatrice su ghiaccio russa
- 17 agosto - Claudemir Ferreira da Silva, ex calciatore brasiliano
- 17 agosto - Liam Heath, canoista britannico
- 17 agosto - Andreas Holmberg, allenatore di calcio e ex calciatore svedese
- 17 agosto - Aleksandre K'vakhadze, ex calciatore georgiano
- 17 agosto - Cédric Lachat, arrampicatore svizzero
- 17 agosto - Brady Murray, hockeista su ghiaccio canadese
- 17 agosto - Lars Elton Myhre, ex sciatore alpino norvegese
- 17 agosto - Cristian Pulhac, ex calciatore rumeno
- 17 agosto - Raphael Bob-Waksberg, comico, sceneggiatore e produttore televisivo statunitense
- 17 agosto - Sérgio Rocha, giocatore di calcio a 5 brasiliano
- 17 agosto - Sergio Rodríguez García, ex calciatore spagnolo
- 17 agosto - Brandon Thomas, cestista statunitense
- 18 agosto - Rasim Aliyev, giornalista azero († 2015)
- 18 agosto - Sigourney Bandjar, ex calciatore olandese
- 18 agosto - Dušan Basta, ex calciatore serbo
- 18 agosto - Đorđe Đikanović, ex calciatore montenegrino
- 18 agosto - Kimberly Glass, pallavolista statunitense
- 18 agosto - Robert Huth, dirigente sportivo e ex calciatore tedesco
- 18 agosto - Aljaksandr Paŭlaŭ, ex calciatore bielorusso
- 18 agosto - Miroslav Podrazký, ex calciatore ceco
- 18 agosto - Pierric Poupet, ex cestista e allenatore di pallacanestro francese
- 18 agosto - Yohann Rivière, ex calciatore francese
- 18 agosto - Mustafa Shakur, ex cestista statunitense
- 18 agosto - Layla Sin, attrice pornografica e modella israeliana
- 18 agosto - Danijel Stojanović, ex calciatore croato
- 18 agosto - Zheng Zhengyang, calciatore macaense
- 19 agosto - Micah Alberti, attore statunitense
- 19 agosto - Graham Brown, ex cestista statunitense
- 19 agosto - Jermon Bushrod, giocatore di football americano statunitense
- 19 agosto - Patty Cardenas, pallanuotista statunitense
- 19 agosto - Jon Eley, pattinatore di short track britannico
- 19 agosto - Javier Flaño, ex calciatore spagnolo
- 19 agosto - Miguel Flaño, ex calciatore spagnolo
- 19 agosto - Rebecca Gallantree, ex tuffatrice britannica
- 19 agosto - Alexander Gavrylyuk, pianista ucraino
- 19 agosto - André Guerreiro Rocha, ex calciatore brasiliano
- 19 agosto - Mohamed Haddouche, scacchista algerino
- 19 agosto - Alessandro Matri, ex calciatore italiano
- 19 agosto - Simon Stone, regista, sceneggiatore e attore australiano
- 19 agosto - Ryan Taylor, ex calciatore inglese
- 20 agosto - Aílton Almeida, ex calciatore brasiliano
- 20 agosto - Patrik Bärtschi, hockeista su ghiaccio svizzero
- 20 agosto - Carminho, cantante e compositrice portoghese
- 20 agosto - Bamba Drissa, ex calciatore ivoriano
- 20 agosto - Sindhura Gadde, modella indiana
- 20 agosto - Laura Georges, dirigente sportivo e ex calciatrice francese
- 20 agosto - Jamie Hoffmann, ex giocatore di baseball statunitense
- 20 agosto - Joaquín Larrivey, calciatore argentino
- 20 agosto - Liu Jian, calciatore cinese
- 20 agosto - Mirai Moriyama, attore e ballerino giapponese
- 20 agosto - Orazio Sciortino, compositore e pianista italiano
- 20 agosto - Jessica Trisko, modella canadese
- 21 agosto - Elvin Əliyev, ex calciatore azero
- 21 agosto - Alizée, cantante francese
- 21 agosto - Giovanni De Carolis, ex pugile italiano
- 21 agosto - Erik, wrestler statunitense
- 21 agosto - Roberto Guizasola, ex calciatore peruviano
- 21 agosto - Gwak Ju-yeong, ex cestista sudcoreana
- 21 agosto - Asami Kanai, attrice e pianista giapponese
- 21 agosto - Conor Kenna, calciatore irlandese
- 21 agosto - Boubacar Koné, ex calciatore maliano
- 21 agosto - Claudio Lagomarsini, filologo e saggista italiano
- 21 agosto - David Mair, slittinista italiano
- 21 agosto - Alexander Romanovsky, pianista ucraino
- 21 agosto - Eve Torres, attrice, modella e ex wrestler statunitense
- 21 agosto - Ivan Vukadinović, ex calciatore serbo
- 21 agosto - Martin Vunk, calciatore estone
- 21 agosto - Robin de Jesús, attore statunitense
- 22 agosto - Salaheddine Aqqal, ex calciatore marocchino
- 22 agosto - Lee Camp, ex calciatore inglese
- 22 agosto - Mike Efevberha, cestista statunitense
- 22 agosto - Reysander Fernández, calciatore cubano
- 22 agosto - Jon Gooch, disc jockey, musicista e produttore discografico britannico
- 22 agosto - Tatiana Guderzo, ex ciclista su strada e pistard italiana
- 22 agosto - Óskar Örn Hauksson, ex calciatore islandese
- 22 agosto - Manuel Ortiz Toribio, ex calciatore spagnolo
- 22 agosto - Chad Marshall, ex calciatore statunitense
- 22 agosto - Sara Miquel, attrice, ballerina e modella spagnola
- 22 agosto - Tomomi Morita, nuotatore giapponese
- 22 agosto - Lawrence Quaye, ex calciatore ghanese
- 22 agosto - Samuela Vula, calciatore figiano
- 22 agosto - Zhang Fan, ex cestista cinese
- 22 agosto - Erdem Özgenç, ex calciatore turco
- 23 agosto - Délis Ahou, ex calciatore nigerino
- 23 agosto - Giulia Anania, cantautrice, scrittrice e paroliera italiana
- 23 agosto - Martijn Barto, ex calciatore olandese
- 23 agosto - Lidya Chepkurui, siepista keniota
- 23 agosto - Sezgin Coşkun, allenatore di calcio e ex calciatore turco
- 23 agosto - Matías Fritzler, ex calciatore argentino
- 23 agosto - Peria Jerry, giocatore di football americano statunitense
- 23 agosto - Thomas Job, ex calciatore camerunese
- 23 agosto - Glen Johnson, ex calciatore inglese
- 23 agosto - Erdal Kılıçaslan, ex calciatore tedesco
- 23 agosto - Valdonė Petrauskaitė, pallavolista lituana
- 23 agosto - Sassy, batterista giapponese
- 23 agosto - Ashley Williams, ex calciatore gallese
- 24 agosto - Abdel Amari, ex calciatore sudanese
- 24 agosto - Blake Berris, attore statunitense
- 24 agosto - Matías Garavano, ex calciatore argentino
- 24 agosto - Angus Gardner, arbitro di rugby a 15 australiano
- 24 agosto - Manuel Hernández García, pilota motociclistico spagnolo
- 24 agosto - Yesung, cantante, attore e ballerino sudcoreano
- 24 agosto - Kevin Kolb, ex giocatore di football americano statunitense
- 24 agosto - Antonio Longás, ex calciatore spagnolo
- 24 agosto - Milica Mićović, cestista serba
- 24 agosto - Marcelo Nascimento da Costa, ex calciatore brasiliano
- 24 agosto - Melissa Navia, attrice colombiana
- 24 agosto - Seo Ji-hye, attrice sudcoreana
- 24 agosto - Ryan Stevenson, ex calciatore scozzese
- 24 agosto - Mathias Tauber, calciatore danese
- 24 agosto - Yoshihiro Uchimura, ex calciatore giapponese
- 24 agosto - Charlie Villanueva, ex cestista statunitense
- 24 agosto - Zalewski, cantante, attore e conduttore radiofonico polacco
- 25 agosto - Ato Blankson-Wood, attore statunitense
- 25 agosto - Ivan Čerenčikov, ex calciatore russo
- 25 agosto - Katie Rose Clarke, attrice e cantante statunitense
- 25 agosto - Soumbeïla Diakité, calciatore maliano
- 25 agosto - Leslie-Anne Huff, attrice statunitense
- 25 agosto - Laurențiu Marinescu, ex calciatore rumeno
- 25 agosto - Florian Mohr, ex calciatore tedesco
- 25 agosto - Yoshizumi Ogawa, allenatore di calcio e ex calciatore giapponese
- 25 agosto - Hendra Setiawan, giocatore di badminton indonesiano
- 25 agosto - Pavel Slezák, cestista ceco
- 25 agosto - Kenan Sofuoğlu, pilota motociclistico e politico turco
- 25 agosto - Katrien Vercauteren, ex cestista belga
- 25 agosto - Reza Yazdani, lottatore iraniano
- 26 agosto - Jérémy Clément, allenatore di calcio e ex calciatore francese
- 26 agosto - Stefania Filograsso, ex cestista italiana
- 26 agosto - Brunel Fucien, calciatore haitiano
- 26 agosto - Arnie David Giralt, triplista cubano
- 26 agosto - Raviv Limonad, cestista israeliano
- 26 agosto - Sérgio Organista, ex calciatore portoghese
- 26 agosto - Craig Owens, cantante e musicista statunitense
- 26 agosto - Jan Růžička, calciatore ceco
- 26 agosto - Cícero Santos, ex calciatore brasiliano
- 26 agosto - Lucas Antônio Silva de Oliveira, ex calciatore brasiliano
- 26 agosto - Simone Venier, canottiere italiano
- 26 agosto - Marat Šogenov, ex calciatore russo
- 27 agosto - Miyuki Akiyama, ex pallavolista giapponese
- 27 agosto - Giuseppe Angilella, velista italiano
- 27 agosto - David Bentley, ex calciatore inglese
- 27 agosto - Aziz Corr Nyang, ex calciatore gambiano
- 27 agosto - Redouane Dardouri, calciatore marocchino
- 27 agosto - Amanda Fuller, attrice statunitense
- 27 agosto - Anna Kikina, cosmonauta russa
- 27 agosto - Silvia La Barbera, mezzofondista italiana
- 27 agosto - Sulley Muntari, ex calciatore ghanese
- 27 agosto - Peter Nyström, ex calciatore svedese
- 27 agosto - Hans Olsson, ex sciatore alpino svedese
- 27 agosto - Francesco Pellegrini, polistrumentista e cantautore italiano
- 27 agosto - Enzo Russo, regista e sceneggiatore italiano
- 27 agosto - Vitali Rəhimov, lottatore azero
- 27 agosto - Mika Sugimoto, judoka giapponese
- 27 agosto - Simona Zulian, fumettista italiana
- 28 agosto - Rabiu Baita, ex calciatore nigeriano
- 28 agosto - Paula Fernandes, cantautrice brasiliana
- 28 agosto - Michael Galeota, attore statunitense († 2016)
- 28 agosto - Louis Gaudinot, artista marziale misto statunitense
- 28 agosto - Seda Güven, attrice turca
- 28 agosto - Will Harris, giocatore di baseball statunitense
- 28 agosto - So Yi-hyun, attrice sudcoreana
- 28 agosto - Koura Kaba Fantoni, ex velocista italiano
- 28 agosto - Kōhei Kudō, ex calciatore giapponese
- 28 agosto - Lucia Kupčíková, ex cestista slovacca
- 28 agosto - Anastasija Kuz'mina, biatleta russa
- 28 agosto - Gediminas Maceina, cestista lituano
- 28 agosto - Maria Marconi, tuffatrice italiana
- 28 agosto - Marc Pfitzner, ex calciatore tedesco
- 28 agosto - Sarah Roemer, attrice e modella statunitense
- 28 agosto - Kōsei Shibasaki, ex calciatore giapponese
- 28 agosto - Osvaldo Supino, cantautore italiano
- 28 agosto - Kam Taylor, ex cestista statunitense
- 28 agosto - Darian Townsend, nuotatore statunitense
- 29 agosto - Gilles Augustin Binya, ex calciatore camerunese
- 29 agosto - Christian Lell, ex calciatore tedesco
- 29 agosto - Helge Meeuw, ex nuotatore tedesco
- 29 agosto - Saúl Olmo, giocatore di calcio a 5 spagnolo
- 29 agosto - Karolina Piotrkiewicz, ex cestista polacca
- 29 agosto - Karim Soltani, ex calciatore francese
- 29 agosto - Yūta Yoneyama, pallavolista giapponese
- 30 agosto - Diego Cervantes, ex calciatore messicano
- 30 agosto - Filipe da Costa, ex calciatore portoghese
- 30 agosto - Giuseppe De Maria, ex ciclista su strada italiano
- 30 agosto - Yampier Hernández, pugile cubano
- 30 agosto - Trey Johnson, ex cestista e allenatore di pallacanestro statunitense
- 30 agosto - Lovel Palmer, calciatore giamaicano
- 30 agosto - Trevor Scott, giocatore di football americano statunitense
- 30 agosto - Joe Staley, ex giocatore di football americano statunitense
- 30 agosto - Diane Valkenburg, pattinatrice di velocità su ghiaccio olandese
- 30 agosto - Steven Wright, giocatore di baseball statunitense
- 31 agosto - Marko Banić, ex cestista croato
- 31 agosto - Matti Breschel, dirigente sportivo e ex ciclista su strada danese
- 31 agosto - Wolfgang Cerny, attore austriaco
- 31 agosto - Demir Demirev, sollevatore bulgaro
- 31 agosto - Maher Hannachi, calciatore tunisino
- 31 agosto - Ryan Kesler, hockeista su ghiaccio statunitense
- 31 agosto - Ted Ligety, ex sciatore alpino statunitense
- 31 agosto - Hiromi Matsuura, cantante, modella e attrice pornografica giapponese
- 31 agosto - Javier Mojica, cestista statunitense
- 31 agosto - David Morris, sciatore freestyle australiano
- 31 agosto - Alessandro Orefice, allenatore di pallavolo italiano
- 31 agosto - Rajkummar Rao, attore indiano
- 31 agosto - Paula Reggiardo, cestista argentina
- 31 agosto - Charl Schwartzel, golfista sudafricano
- 31 agosto - Guntars Silagailis, ex calciatore e allenatore di calcio lettone